# ويليام ألفرد
ويليام ألفرد (بالإنجليزية: William Alfred)‏ هو كاتب مسرحي أمريكي، ولد في 16 أغسطس 1922 في نيويورك في الولايات المتحدة، وتوفي في 20 مايو 1999.

## وصلات خارجية
- ويليام ألفرد على موقع IMDb (الإنجليزية)
- ويليام ألفرد على موقع قاعدة بيانات برودواي على الإنترنت (الإنجليزية)